# Famitsū Bunko
Famitsū Bunko (ファミ通文庫?) è un'etichetta editoriale giapponese appartenente alla Enterbrain. L'azienda è stata fondata il 18 luglio 1998 e produce light novel che mirano a un pubblico maschile di giovane età.

## Alcune light novel pubblicate dalla Famitsū Bunko
- Baka to test to shōkanjū
- Bungaku shōjo
- Daitoshokan no Hitsujikai
- Granblue Fantasy
- In the Land of Leadale
- Kantai Collection - KanColle - Kagerou, batsubyō shimasu!
- Kokoro Connect
- Kyōran kazoku nikki
- Monster Hunter Frontier: shakunetsu no yaiba
- Muv-Luv Alternative: Total Eclipse
- Petopeto-san
- Ryūgajō Nanana no maizōkin
- Suisei no Gargantia